# Зара Хан
Саша Ага (уроджена Зара Ага Хан, урду زارا آغا خان; нар.. 1 січня 1992 року) — британська актриса і співачка пакистанського походження, знімається у фільмах на гінді . Народилася в родині Ага-Хан. Дебютувала в кіно в 2013 році, знявшись в трилері Адітьї Чопраи «Син твого батька»  .

## Життєпис
Ага є дочкою гравця в сквош Рехмата Хана та британської співачки пакистанського походження Сальми Аги. Також вона є онукою гравця в сквош Насралли Хана. Її батьки розлучилися, коли їй було шість або сім років. Має молодшого брата, Ліката Алі Хана, золотого медаліста в бадмінтоні, зведеного брата Таріка Хана і двох зведених сестер Сурайю і Наташу Хан (британська співачка, найбільш відома під псевдонімом Bat for Lashes). Її прадід Кішор Мехра, прабабуся Заріна Газаві, тітка Шахіна Газаві, прадід Рафик Газаві та прабабуся Анварі Бегум — всі були акторами та акторками. Сквош-гравці Джахангір Хан та Хан доводяться їй дядьками по батькові, а дует композиторів Sajid–Wajid також є її дядьками по материній лінії .
До семи років Зара Ага жила в Лондоні (Велика Британія), поки не перебралася разом зі своєю родиною до Індії. Навчалася вона в Jankidevi Public School в Мумбаї до шостого класу. Пізніше сім'я перебралася до Нью-Джерсі в США, де Ага закінчила десятий клас. У віці 16 років вона жила в Дубаї в ОАЕ, де відвідувала Dubai American Scientific School .

## Кар'єра

### Акторська
Дебютувала Зара Ага в кіно, знявшись в трилері виробництва Yash Raj Films "Син твого батька, разом з Арджуном Капур і Прітхвіраджа Сукумараном. Газета The Times of India назвала гру Саші Ага «позбавленою смаку» .
Пізніше Ага з'явилася в романтичному трилері Ананда Кумара Desi Kattey разом з Суніл Шетті, Джеєм Бханушалі та Тіа Банджпай. Вона зіграла роль фізіотерапевтки Парідхі Ратмор. Фільм отримав негативні відгуки критиків.

### У музиці
Почати співочу кар'єру співачки Саші Ага допомогла її мати, під впливом якої вона перебувала. Свої вокальні здатності Саша почала проявляти ще в школі. Записана нею разом з Рамом Сампатом пісня «Barbaadiyaan» увійшла до її дебютного фільму «Син твого батька». Пісня отримала змішані відгуки критиків, але мала комерційний успіх в Індії .

## У ЗМІ
Журнал FHM в Індії розмістив Сашу Ага на 29 місце в списку 100 найсексуальніших жінок світу 2013 року .

## Фільмографія
| рік  | Назва              | роль           | Примітки                                                                     |
| ---- | ------------------ | -------------- | ---------------------------------------------------------------------------- |
| 2013 | «Син твого батька» | Риту           | Дебют в Боллівуді Також виконала пісню «Barbaadiyaan» разом з Рамом Сампатом |
| 2014 | Desi Kattey        | Парідхі Ратмор |                                                                              |
| 2015 | Ek Nikkah Aur      | TBA            | Пре-продакшн                                                                 |